# Crudia
Crudia es un género de plantas perteneciente a la familia Fabaceae. Es originario de África tropical. Comprende 75 especies descritas y de estas, solo 55 aceptadas.

## Descripción
Son árboles o arbustos, inermes. Hojas 1-pinnadas, imparipinnadas, folíolos 1–9 (–13), alternos, nervio principal impreso en la haz y prominente en el envés, eglandular, peciólulos generalmente torcidos en nuestras especies; estípulas generalmente (y en nuestras especies) intrapeciolares, las nuestras pequeñas y persistentes. Inflorescencias racimos terminales o laterales en ramas de un año, brácteas y bractéolas pequeñas y caducas; hipanto corto; sépalos 4, imbricados, marcadamente reflexos en la antesis; corola ausente; estambres 10 (o menos), basalmente connados pero aparentemente libres en nuestras especies, isomorfos, anteras longitudinalmente dehiscentes; ovario con estípite céntrico o excéntrico adnado al hipanto, 1–6 ovulado, estilo filiforme, estigma pequeño, capitado. Fruto oblicuamente orbicular, ovoide o ampliamente oblongo, comprimido o algo hinchado, rígidamente coriáceo o leñoso con nervadura prominente, margen a menudo engrosado, dehiscente; semillas 1 o 2 (–6), ovadas a reniformes, planas o convexas, sin endosperma o arilo.

## Taxonomía
El género fue descrito por Johann Christian Daniel von Schreber y publicado en Genera Plantarum 282. 1789.

## Especies aceptadas
A continuación se brinda un listado de las especies del género Crudia aceptadas hasta julio de 2014, ordenadas alfabéticamente. Para cada una se indica el nombre binomial seguido del autor, abreviado según las convenciones y usos.
| - Crudia acuminata - Crudia acuta - Crudia aequalis - Crudia amazonica - Crudia aromatica - Crudia balachandrae - Crudia bantamensis - Crudia beccarii - Crudia bibundina - Crudia blancoi - Crudia bracteata - Crudia caudata - Crudia cauliflora - Crudia chrysantha - Crudia curtisii - Crudia dewitii - Crudia evansii - Crudia gabonensis - Crudia glaberrima | - Crudia gossweileri - Crudia gracilis - Crudia harmsiana - Crudia katikii - Crudia klainei - Crudia lacus - Crudia lanceolata - Crudia laurentii - Crudia ledermannii - Crudia mansonii - Crudia michelsonii - Crudia mutabilis - Crudia oblonga - Crudia orientalis - Crudia ornata - Crudia papuana - Crudia penduliflora - Crudia reticulata | - Crudia ripicola - Crudia scortechinii - Crudia senegalensis - Crudia sparei - Crudia speciosa - Crudia spicata - Crudia splendens - Crudia subsimplicifolia - Crudia tenuipes - Crudia teysmannii - Crudia tomentosa - Crudia velutina - Crudia venenosa - Crudia viridiflora - Crudia wrayi - Crudia zenkeri - Crudia zeylanica |